# The Tubes

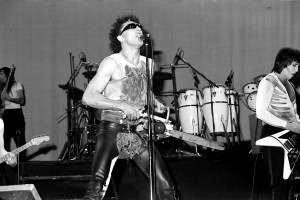
The Tubes (1977).

The Tubes is een Amerikaanse band uit San Francisco.
Het begin van de groep situeert zich in Phoenix, Arizona in de late jaren 60. Daar vormden gitarist Bill Spooner, keyboard-speler Vince Welnick en bassist Rick Anderson de groep The Beans. Nadat ze verhuisden naar San Francisco in 1972 werd de band uitgebreid met gitarist Roger Steen en drummer Prairie Prince. The Tubes werden compleet door de komst van Michael Cotten op keyboard en Fee Waybill als zanger.
The Tubes werden vooral bekend door hun sterke parodiserende teksten en hun groots opgezette, bizarre live shows die door velen als choquerend werden ervaren. Waybill speelde in die shows onder meer de rollen van de "crippled Nazi" Dr. Strangekiss en de verlopen glamrocker Quay Lewd. Nadat ze in 1975 tekenden bij A&M kwam hun titelloze debuutalbum uit. Dat werd een jaar later gevolgd door Young And Rich. De albums konden echter de sfeer van hun concerten niet evenaren. 
Nochtans kreeg Don't touch me there enige bekendheid en ging alleen de single White Punks On Dope een bescheiden radiohit worden. Nina Hagen had meer succes met de Duitse versie van het nummer, TV-Glotzer, die ze uitbracht in 1978.
Nadat in 1977 hun album Now flopte toerden The Tubes in Engeland. Doordat een aantal concerten van hen verboden gingen worden kregen zij massale media-aandacht. De tournee moest voortijdig worden afgebroken toen Waybill zijn been brak. Het livealbum What Do You Want From Live? bevat opnamen van deze tournee. Nadat ze terugkeerden naar de Verenigde Staten, namen zij Todd Rundgren in de arm, die het album Remote Control produceerde, dat in 1979 verscheen. Ook dit ging geen commercieel succes worden. Het volgende album, Suffer for Sound, ging te slecht bevonden worden om uit te brengen, reden voor A&M om het contract op te zeggen.
In 1980 speelden The Tubes een kleine rol in de film Xanadu met het nummer Dancin'. Daarna tekenden zij bij Capitol een nieuw contract en namen in 1981 het album The Completion Backwards Principle op. Met dit album sloeg de band met succes een commerciëlere richting in. Het album belandde in de Top 40 en de single Don't Want to Wait Anymore werd een bescheiden hit.
Mede dankzij een provocatieve videoclip kwam de single She's A Beauty in de top 10 en het album Outside/Inside (uit 1983) in de album top 20. In 1985 kwam er nog een laatste album, Love Bomb, dat zowel in artistiek als in commercieel opzicht geen succes was. Terwijl de band op het punt stond om weer op tournee te gaan verbrak Capitol bovendien het contract, waardoor de bandleden in zware financiële problemen kwamen. In 1986 verliet Waybill, wegens grote meningsverschillen over de te volgen muzikale koers, de band. Onder aanvoering van Spooner bestond de band, met David Killingsworth als nieuwe zanger, nog tot 1989. Spooner bracht hierna een aantal soloplaten uit terwijl Welnick zich, na een tournee met Todd Rundgren, aansloot bij de Grateful Dead. Waybill schreef nummers voor andere artiesten, waaronder de band Vixen, soms in samenwerking met Richard Marx. In 1993 kwamen Waybill, Steen, Anderson en Prince, aangevuld met de nieuwe toetsenist Gary Cambra, terug bij elkaar en toerden rond in de V.S. en Europa. Ze namen in 1996 ook een nieuw album op, Genius Of America. In 2000 volgde een tweede livealbum, Tubes World Tour 2001. In 2004 en 2005 werd ook weer door Europa getoerd. Van een optreden in Londen verschenen opnames op cd en dvd.
Gary Cambra verliet de band in mei 2006. Op 2 juni van dat jaar pleegde Vince Welnick zelfmoord.

## Discografie
- The Tubes (1975)
- Young and Rich (1976)
- Now (1977)
- What do you want from Live (1978)
- Remote Control (1979)
- The Completion Backward Principle (1981)
- Outside Inside (1983)
- Love Bomb (1985)
- Genius of America (1996)
- Tubes World Tour 2001 (2000)
- Wild in London (2005)